# Golfo di Gioia Tauro
Il golfo di Gioia Tauro, in latino Sinus Brutius o Brutiorum Sinus, è una insenatura situata sulla costa tirrenica delle Calabria, si estende da capo Vaticano fino a punta Pezzo.

## Geografia fisica
Sul golfo di Gioia Tauro si affaccia l'omonima piana e vi sfociano i fiumi Mesima, Budello, Petrace e Sfalassà. Lungo il litorale sorgono Ricadi, Joppolo, Nicotera, Rosarno, San Ferdinando, Gioia Tauro, Palmi, Bagnara Calabra e Scilla.